# Fabrizio Cacciatore
Fabrizio Cacciatore (ur. 8 października 1986 w Turynie) – włoski piłkarz występujący na pozycji obrońcy we włoskim klubie Chievo Werona. W swojej karierze grał także w takich zespołach jak Olbia, Reggiana, Foligno, Triestina, Siena, Varese oraz Hellas Verona. Były reprezentant Włoch do lat 18.